# Giovanni Fiorini
Giovanni Fiorini (Roma, 4 dicembre 1905 – ...) è stato un calciatore italiano, di ruolo mediano.

## Carriera
Debutta in massima serie con la Lazio nella stagione 1923-1924; con i capitolini disputa tre campionati di Prima Divisione, e dopo un anno nella Prima Divisione 1926-1927 (diventata serie cadetta), torna nella massima categoria giocando per l'ultimo anno con i biancocelesti nel campionato di Divisione Nazionale 1927-1928.
Conta complessivamente 28 presenze nella massima categoria.